# Josef Schwarz (Politiker, 1873)
Josef Schwarz (* 11. Dezember 1873 in Thaua; † März 1927) war ein österreichischer Politiker (CSP) und Landwirt. Er war von 1921 bis 1927 Abgeordneter zum Landtag von Niederösterreich.
Schwarz besuchte die Volksschule in Allentsteig und arbeitete beruflich als Landwirt in Thaua. Er wurde 1912 zum Bürgermeister gewählt und war Vorstandsmitglied der Lagerhausgenossenschaft. Zwischen dem 11. Mai 1921 und seinem Tod vertrat er die Christlichsoziale Partei im Niederösterreichischen Landtag.